# Taunoa
Taunoa est un district traditionnel de Papeete, sur l'île de Tahiti, en Polynésie française.

## Éducation
Taunoa possède un collège, autrefois appelé collège de Taunoa, rebaptisé le 25 novembre 2016, collège Maco Tevane,

## Personnalités de la commune
Maco Tevane (1937-2013, ministre de Polynésie française, académicien, défenseur de la langue et culture tahitienne et polynésienne, journaliste, dramaturge et acteur.